# Soukphachan Lueanthala
Soukphachan Lueanthala (laotisch ສຸກພະຈັນ ເລື່ຶອນທະລາ, * 24. August 2002 in Pakse) ist ein laotischer Fußballspieler.

## Karriere

### Verein
Soukphachan Lueanthala spielte von 2020 bis Ende 2021 beim Viengchanh FC. Mit dem Verein aus der Hauptstadt Vientiane spielte er 14-mal in der ersten Liga. Die Saison 2022 stand er beim Ligakonkurrenten IDESA Champasak United FC in seiner Geburtsstadt Pakse unter Vertrag. Für Champasak bestritt er 18 Erstligaspiele. Hierbei erzielte er acht Treffer. Zu Beginn der Saison 2023 wechselte er zum ebenfalls in der ersten Liga spielenden Master 7 FC. Am Ende der Saison 2023 wurde er mit dem Verein aus der Hauptstadt Vizemeister.

### Nationalmannschaft
Soukphachan Lueanthala spielte 2023 dreimal für die laotische U22-Nationalmannschaft. Hier kam er in den Gruppenspielen der Südostasienspiele 2023 in Kambodscha zum Einsatz. Einmal spielte er 2023 im Rahmen der AFF U-23 Championship für die U23-Nationalmannschaft. Sein Debüt für die laotische A-Nationalmannschaft gab er am 21. Dezember 2022 in einem Gruppenspiel der Südostasienmeisterschaft 2022 gegen Vietnam.

## Erfolge
Master 7 FC
- Laotischer Vizemeister: 2023